# Bundesstraße 293
Die Bundesstraße 293 (Abkürzung: B 293) ist eine Bundesstraße in Baden-Württemberg. Sie verläuft zwischen Heilbronn und Pfinztal im Landkreis Karlsruhe.

## Verlauf
Sie beginnt in Heilbronn an der B 27 und führt vorbei an Leingarten, Eppingen, Oberderdingen, Bretten und Walzbachtal bis nach Pfinztal-Berghausen, wo sie in die B 10 mündet.
Größere Ortschaften sind Heilbronn, Leingarten, Schwaigern, Gemmingen, Eppingen, Zaisenhausen, Flehingen, Bretten, Walzbachtal und Pfinztal.

## Verknüpfungen
- B 27 Mosbach–Stuttgart in Heilbronn; von dort zur B 39 Sinsheim–Mainhardt
- L 1100 (Neckartalstraße) in Heilbronn; von dort zur A 6 Mannheim–Nürnberg
- K 4177 Sinsheim–Bietigheim-Bissingen an der Anschlussstelle Eppingen
- B 35 Germersheim–Knittlingen an der Anschlussstelle Bretten
- B 294 Bretten–Freiburg an der Anschlussstelle Bretten
- B 10 Landau in der Pfalz–Ulm an der Anschlussstelle Pfinztal

## Verkehrsbelastung
Der Abschnitt zwischen Bretten und Pfinztal wird stark von Lkw befahren. In Pfinztal verkehrten im April 2005 täglich insgesamt 13.000 Fahrzeuge, 1.200 Lkw und nachts noch 20 Lkw pro Stunde.

## Bau von Ortsumgehungen
Als Ortsumgehung führt die Bundesstraße nördlich an den Orten Schwaigern und Leingarten vorbei.
1978 wurde die Ortsumgehung Wössingen fertiggestellt, in den 1980er-Jahren folgten 1984 die Umgehung für Flehingen und 1989 die Umgehung für Zaisenhausen. Die Straße wurde zwischen diesen beiden Orten komplett auf eine neue Trasse verlegt, die parallel der Kraichgaubahn verläuft.
Seit 1996 wird die Bundesstraße in einem großen Bogen nördlich der Stadt Eppingen vorbeigeführt. Als bisher letzte Umgehung wurde 2003 die nördliche Umfahrung von Bretten-Gölshausen realisiert.

## Planungen

### Umfahrungen Jöhlingen und Berghausen

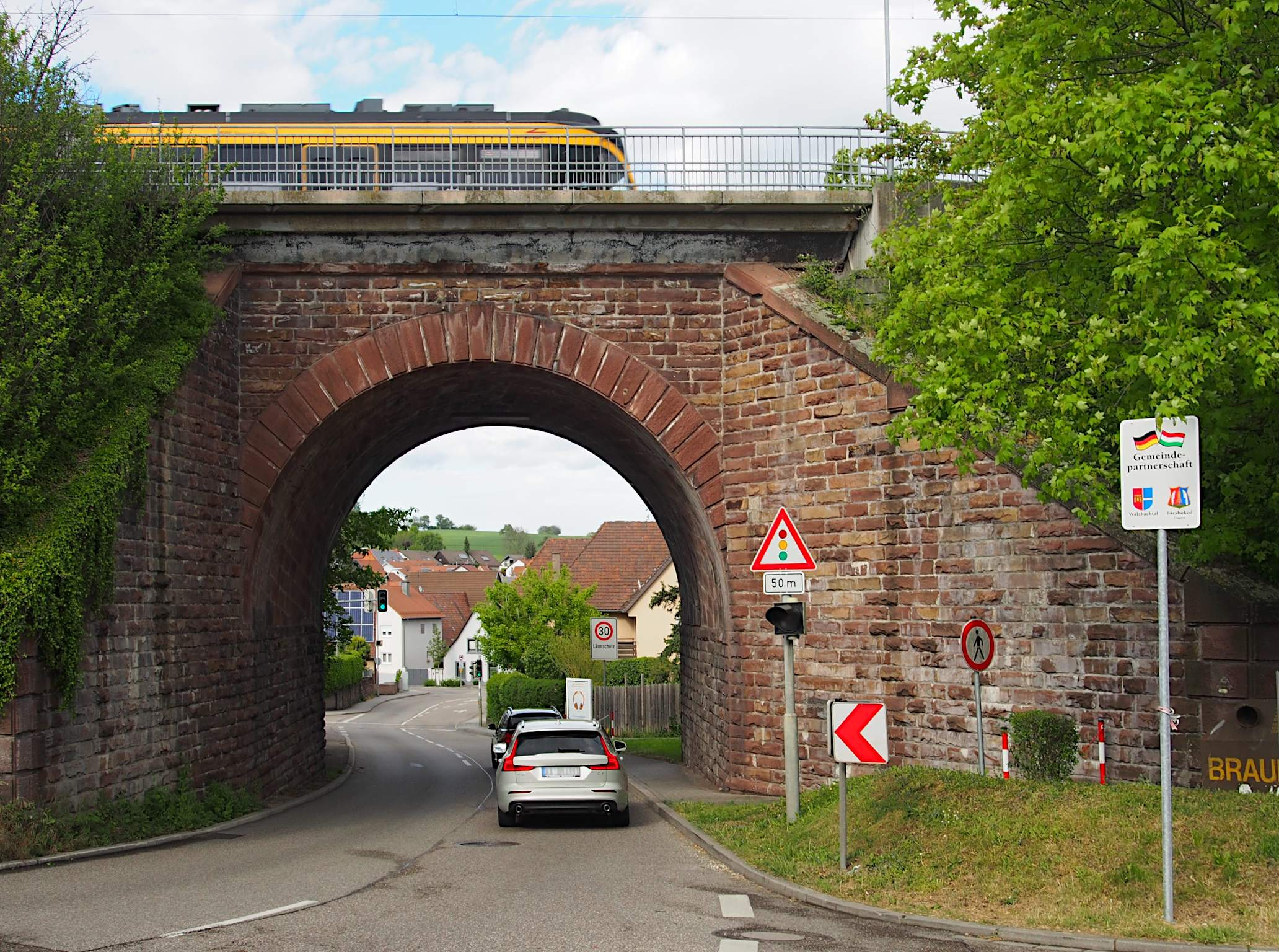
Ortsdurchfahrt von Jöhlingen

Schon seit Jahrzehnten wird auch über Umgehungsstraßen für die beiden Orte Jöhlingen und Berghausen diskutiert, womit die B 293 dann außer in Heilbronn und dessen Stadtteil Böckingen keine Ortsdurchfahrt mehr besitzen würde.
Die B 293 sollte lange Zeit ab Walzbachtal-Wössingen über das Wöschbacher Tal geführt werden und zusammen mit der B 10 im Hopfenbergtunnel an Pfinztal-Berghausen vorbeigeführt werden und so die Ortsdurchfahrten von Walzbachtal-Jöhlingen und Berghausen entlasten. Im Dezember 2004 wurde das bereits laufende Planfeststellungsverfahren aufgehoben, nachdem die vorgesehene „Wöschbacher-Tal-Trasse“ als unzulässig erklärt worden war. Somit mussten die Planungen einer durch das „Jöhlinger Tal“ führenden Trasse neu wieder aufgenommen werden, die Jöhlingen östlich umfährt und innerhalb von Berghausen vor der Ortsausfahrt nach Karlsruhe-Grötzingen auf die B 10 treffen. Im Bundesverkehrswegeplan von 2003 ist diese Investition als „Weiterer Bedarf mit Planungsrecht“ eingestuft. Die Verfahren von B 293 und B 10 (Hopfenbergtunnel) wurden getrennt. Die Realisierung eines Tunnels sei jedoch teuer, umstritten und somit nicht absehbar. Die Machbarkeitsstudie für die Festlegung eines Trassenkorridors erfolgte Mitte 2005. Bis zum Jahr 2015 sollte die Vervollständigung der Planungsunterlagen erfolgen.
Bei den Anmeldungen zum Bundesverkehrswegeplan 2030 des Landes Baden-Württemberg wurde die Ortsumfahrung Berghausen mit einer hohen Priorität gemeldet, die Ortsumfahrung Jöhlingen jedoch mit einer niedrigen. Das Planfeststellungsverfahren für beide Umgehungen sollte 2020 eingeleitet werden.

### Zweite Straßenbrücke über den Rhein bei Karlsruhe
Die Planung der Zweiten Straßenbrücke über den Rhein bei Karlsruhe firmiert im Bundesverkehrswegeplan 2015 unter dem Titel „B 293“, während das Planfeststellungsverfahren unter der Bezeichnung „B 10“ geführt wird.